# 398 до н. е.

## Події
- Діонісій І, тиран Сіракузи, розірвав мирну угоду із Карфагеном.